# Гочей (Міссісіпі)
Гочей (англ. Gautier) — місто (англ. city) в США, в окрузі Джексон штату Міссісіпі. Населення — 19 024 особи (2020).

## Географія
Гочей розташований за координатами 30°24′22″ пн. ш. 88°39′34″ зх. д. / 30.40611° пн. ш. 88.65944° зх. д. (30.406214, -88.659341).  За даними Бюро перепису населення США в 2010 році місто мало площу 83,20 км², з яких 78,29 км² — суходіл та 4,91 км² — водойми.

## Демографія
Згідно з переписом 2010 року, у місті мешкали 18 572 особи в 6898 домогосподарствах у складі 4988 родин. Густота населення становила 223 особи/км².  Було 8047 помешкань (97/км²).
Расовий склад населення:
| - 61,1 % — білих - 32,4 % — чорних або афроамериканців - 1,5 % — азіатів - 0,5 % — корінних американців - 2,2 % — осіб інших рас |

До двох чи більше рас належало 2,2 %. Частка іспаномовних становила 5,3 % від усіх жителів.
За віковим діапазоном населення розподілялося таким чином: 27,6 % — особи молодші 18 років, 61,7 % — особи у віці 18—64 років, 10,7 % — особи у віці 65 років та старші. Медіана віку мешканця становила 34,9 року. На 100 осіб жіночої статі у місті припадало 94,8 чоловіків;  на 100 жінок у віці від 18 років та старших — 90,1 чоловіків також старших 18 років.
Середній дохід на одне домашнє господарство  становив 59 839 доларів США (медіана — 44 675), а середній дохід на одну сім'ю — 69 524 долари (медіана — 51 786). Медіана доходів становила 46 127 доларів для чоловіків та 28 982 долари для жінок. За межею бідності перебувало 15,2 % осіб, у тому числі 17,7 % дітей у віці до 18 років та 7,4 % осіб у віці 65 років та старших.
Цивільне працевлаштоване населення становило 7354 особи. Основні галузі зайнятості: освіта, охорона здоров'я та соціальна допомога — 23,9 %, виробництво — 19,8 %, мистецтво, розваги та відпочинок — 13,3 %, роздрібна торгівля — 8,5 %.